# TEATIME
TEATIME（ティータイム）は、株式会社アイワンのアダルトゲームブランドである。姉妹ブランドのILLUSIONと同様に3DCGを多用するブランドであり、ほぼ3DCG専業ブランドである。キャラクターを萌え絵になるような感じでモデリングしているのが特徴。もう一つの姉妹ブランドにFULLTIMEがあり、こちらも3DCG専業ブランドである。2013年6月21日に『らぶデスFINAL!』をの販売をもってTEATIME及びFULLTIMEを解散することを告知。

## 作品一覧
TEATIME
- 2001年
  - 4月20日 - 捕われた硝子の心
  - 10月19日 - 華の悲鳴 〜壊れた硝子の心〜
- 2002年
  - 3月21日 - めいでん☆ブリーダー
  - 8月9日 - 雪蛍
- 2003年
  - 2月14日 - Toon
  - 8月8日 - TEAPACK1 捕華（ティーパック1 トラハナ）
  - 9月5日 - セイクリッド・プルーム
- 2004年5月21日
  - めいでん☆ブリーダー DVDリニューアルパッケージ
  - メイデン☆ブリーダー2
- 2005年
  - 4月28日 - らぶデス 〜Realtime Lovers〜
  - 9月22日 - ふた魔女（2D作品）
- 2006年11月17日 - ポリアニ 〜ポリゴンアニメ美少女〜
- 2007年8月31日 - らぶデス2 〜Realtime Lovers〜
- 2008年11月28日 - らぶデス3 〜Realtime Lovers〜
- 2009年
  - 6月26日 - Tech48
  - 7月31日 - いちゃコミュ☆ 〜いちゃいちゃコミュニケーション〜（ダウンロード販売限定）
  - 12月18日 - らぶデス4 〜ν-Realtime Lovers〜
- 2010年
  - 5月28日 - 妄想性仮想人格障害
  - 7月30日 - いちゃコミュ☆+ 〜いちゃいちゃコミュニケーションプラス〜
  - 11月26日 - らぶデス555!
- 2011年
  - 3月31日 - 修羅恋 〜See You Lover〜
  - 5月26日 - 恋愛+H
  - 7月29日 - 放課後かすたむ☆たいむ
  - 12月9日 - らぶギア 〜Kinematic Lovers〜
- 2012年6月15日 - ネトワクネトラル カレマチカノジョ
- 2013年
  - 6月7日 - かみさまのおえかき
  - 8月30日 - らぶデス FINAL!

FULLTIME
- 2004年12月17日 - 痴漢は犯罪!
- 2006年3月17日 - エロ医
- 2008年4月25日 - エロ医3D
- 2011年12月22日 - 肉体契約書
- 2012年
  - 3月30日 - バーチャルストーカー
  - 8月31日 - ILLUSION FIELD -幻影現実-
- 2013年3月29日 - UNDEROID